# 成田市農業協同組合
成田市農業協同組合（なりたしのうぎょうきょうどうくみあい）は、千葉県成田市に本所を置く農業協同組合。愛称は「JA成田市」。

## 概要
（この節の出典）
成田市の一部（旧香取郡大栄町・下総町は、JAかとりの区域である）と印旛郡酒々井町を営業区域とする。
2020年1月14日、成田市美郷台に本所・中央支所を移転した。

## 店舗
（この節の出典）

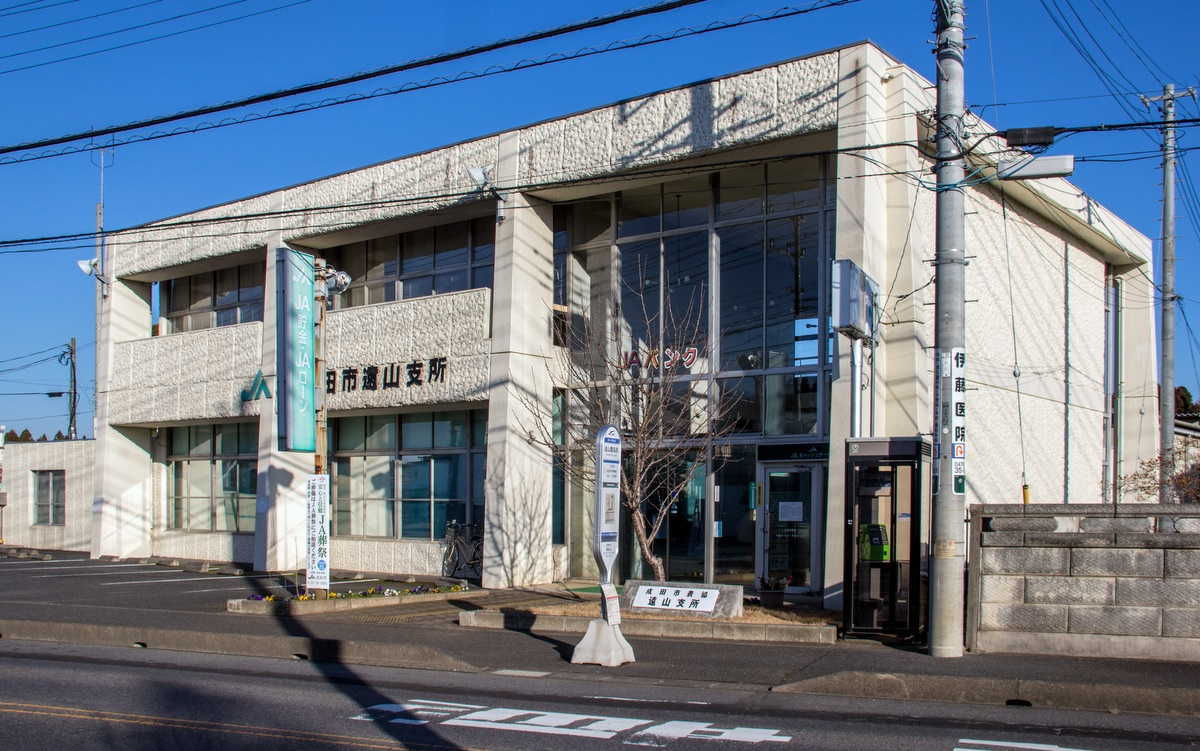
遠山支所

- 本所・中央支所 - 成田市美郷台3丁目16-6
- 公津支所 - 成田市宗吾3丁目470-1
- 久住支所 - 成田市久住中央1丁目6-1
- 遠山支所 - 成田市小菅1417-1
- 酒々井支所 - 印旛郡酒々井町酒々井1670-1
- 経済センター - 成田市宝田912-1
- 燃料事業所（NACS酒々井） - 印旛郡酒々井町中川104-2
- 宝田農産物直売所 - 成田市宝田912-1
- 酒々井農産物直売所 - 印旛郡酒々井町酒々井1677
- 宝田農業機械事業所 - 成田市宝田912-1
- 十余三農業機械事業所 - 成田市十余三68-45
- 酒々井農業機械事業所 - 印旛郡酒々井町中川104-2
- ケアセンター美郷 - 成田市美郷台1丁目15-10